# Aulacorhynchus albivitta
Il tucanetto delle Ande (Aulacorhynchus albivitta (Boissonneau, 1840)) è un uccello della famiglia dei Ranfastidi.

## Descrizione
È un tucano di piccola taglia, lungo 30–38 cm, con un peso di 160–230 g. Ha una livrea prevalentemente verde, con un grosso becco giallo e nero.

## Distribuzione e habitat
Popola le foreste andine di Venezuela, Colombia e Ecuador.

## Tassonomia
Sono note le seguenti sottospecie:
- Aulacorhynchus albivitta albivitta (Boissonneau, 1840)
- Aulacorhynchus albivitta lautus Bangs, 1898 - tucanetto di Santa Marta
- Aulacorhynchus albivitta griseigularis Chapman, 1915 - tucanetto golagrigia
- Aulacorhynchus albivitta phaeolaemus Gould, 1874